# 卢文 (北达科他州)
卢文（英語：Luverne），是美国北达科他州下属的一座城市。根据2010年美国人口普查，该市有人口31人。